# 赵维田
赵维田（1926年2月—2005年8月2日），中国河北赵县人。中国当代杰出的国际法学家，WTO法学家，航空法学家。。曾经被聘为中国对外贸易经济合作部WTO法律顾问。

## 生平
赵维田先生早年毕业于南京国立中央大学。后进入中国社会科学院法学研究所工作，专心致力于国际法研究。

## 著作
《世贸组织（WTO）的法律制度》，《国际航空法》、《论三个反劫机公约》（曾先后在大陆、台湾出版）、《中国入世议定书条款解读》等。

### 译著
- 斯塔克（英）：《国际法导论》（1983年）
- 迪德里克斯（荷）：《航空法简介》（1988年）
- 杰克森（美）：《世界贸易体制》（1989年）